# Gardar
Gardar (Garðar) var nordboernes bispesæde i Grønland. Det lå hvor bygden Igaliku ligger i dag. Det fungerede fra 1126 til omkring 1378, hvor den sidste bisp, Alf, døde. Formelt fungerede det dog i endnu mange år, men de udnævnte bisper rejste aldrig til Grønland.
Selvom stenene fra nordboernes bygninger i stort omfang er genbrugt til huse og veje i Igaliku, er ruinerne endnu meget omfattende. Gardar, der egentlig betyder "Gårde" eller "Gårdene", har tydeligvis været en relativt stor bebyggelse med Garðar Domkirke, boliger, stalde, lader, pakhuse, folde, indhegninger, et vandingssystem, kilde og diverse mindre huse. Nordboernes største stalde er fundet her – med plads til over 100 køer. I et lille siderum ved kirkens kor har man fundet resterne af en af Gardars bisper; han var begravet med sin bispestav og -ring. 
De mest markante ruinrester er en kombineret stald og lade samt den såkaldte Tiendelade. Der er i begge disse bygninger bevaret overliggere i døre. Desuden er også ruinen af et pakhus nær havnen endnu ret markant. På en lille ø i fjorden ligger en ret stor ruin af et pakhus. Kilden ligger stort set, som den må have set ud i nordboernes tid, og den fungerer endnu i dag som bygdens vigtigste vandforsyning. De fleste øvrige ruiner når kun én sten eller 20-30 cm over jorden.

## Biskopper i Gardar
| År            | Navn          | Anmærkninger                                             |
| 1124–1152     | Arnaldur      |                                                          |
| 1153–1186     | Jón Knútur    |                                                          |
| 1189–1209     | Jón Árnason   | Mødte Pave Innocent 3. på pilgrimsfærd til Rom 1202–1203 |
| 1212–1230     | Þór Helgi     |                                                          |
| 1234–1242     | Nikulás       | Besøgte kun Grønland i 1239                              |
| 1242–ca. 1280 | Ólafur        | Besøgte kun Grønland i 1247, udenlands 1264–1280         |
| 1289–1309     | Þór Bokki     |                                                          |
| 1315–1347     | Árni          | Fejlagtigt antaget død allerede i 1343                   |
| 1343          | Jón Skalli    | Udnævnt ved en fejltagelse, besøgte aldrig Grønland      |
| 1368–1378     | Álfur         | Sidste biskop med virke i Garðar                         |
| 1537          | Vincenz Kampe | Sidste udnævnte biskop, besøgte aldrig Grønland          |